# Alfonso Balzico

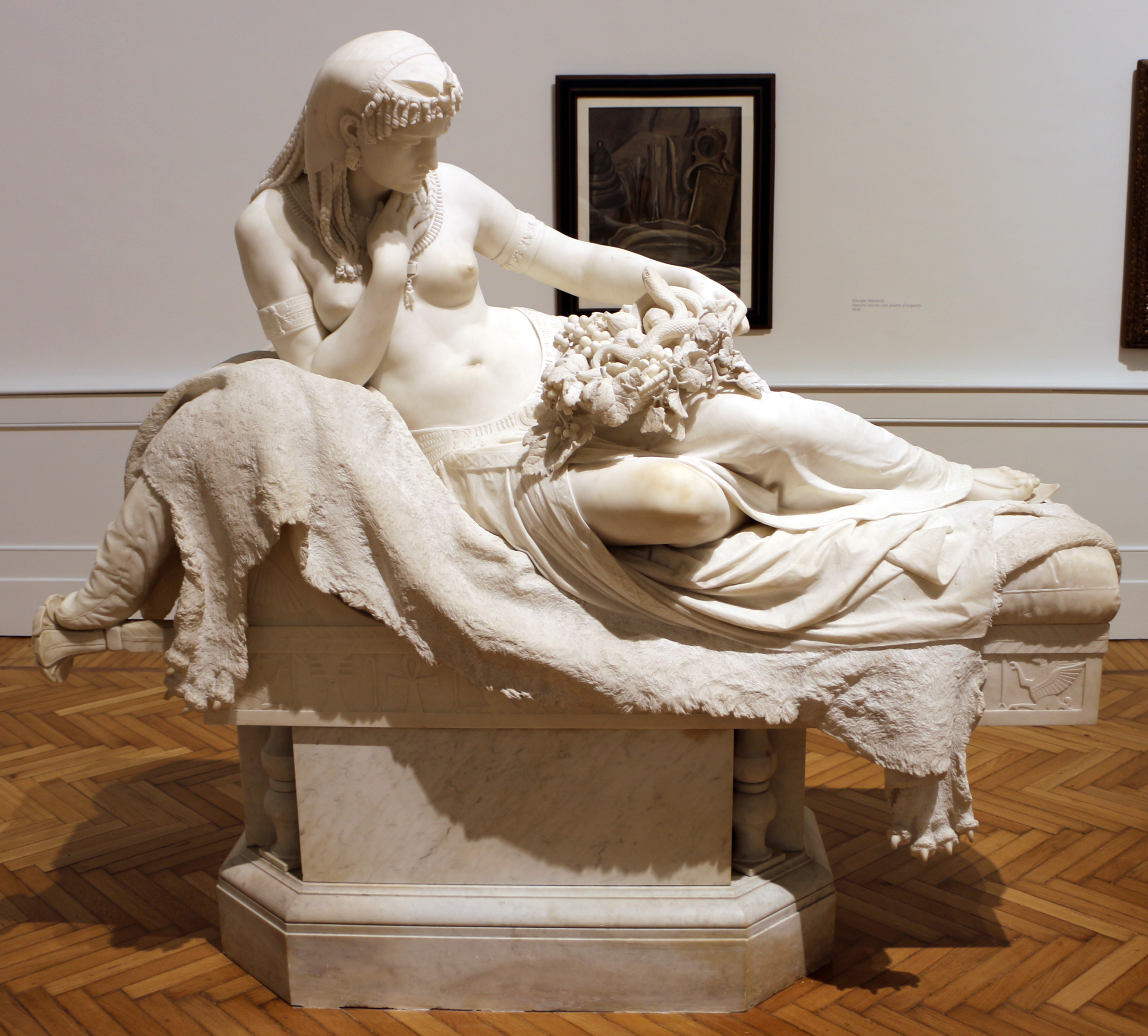
Cléopâtre, 1874, Rome, GNAM.

Alfonso Balzico (Cava de' Tirreni, 18 octobre 1825 – Rome, 3 février 1901) est un sculpteur et peintre italien.

## Biographie
Après avoir été élève à l'Académie des beaux-arts de Naples, Balzico se rend à Florence et à Milan entre 1858 et 1860 ; au cours de cette période, il abandonne le néo-classicisme pour passer au réalisme et au romantisme. Par la suite, ses œuvres sont remarquées par le roi d'Italie Victor-Emmanuel II, qui l'invite à Turin et lui commande quelques tableaux. En 1866, il est nommé sculpteur royal de la maison de Savoie, puis il s'installe à Rome en 1875. En 1900, sa statue de Flavio Gioja obtient une médaille d'or à l'Exposition universelle de Paris. Après la mort de l'artiste, cette œuvre est d'abord exposée au musée Balzico de Rome ; plus tard, elle est achetée par la ville d'Amalfi, pour la dresser sur la Piazza Duomo en 1926. Aujourd'hui, elle se dresse au centre de la Piazza Flavio Gioia.

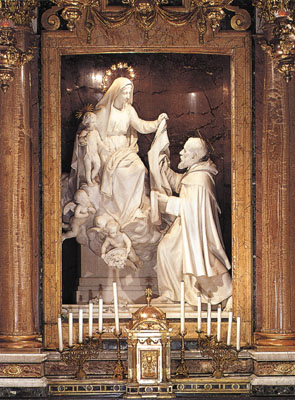
Statue de la Vierge Marie tendant le scapulaire à Simon Stock (église Santa Maria della Vittoria de Rome, Rome)
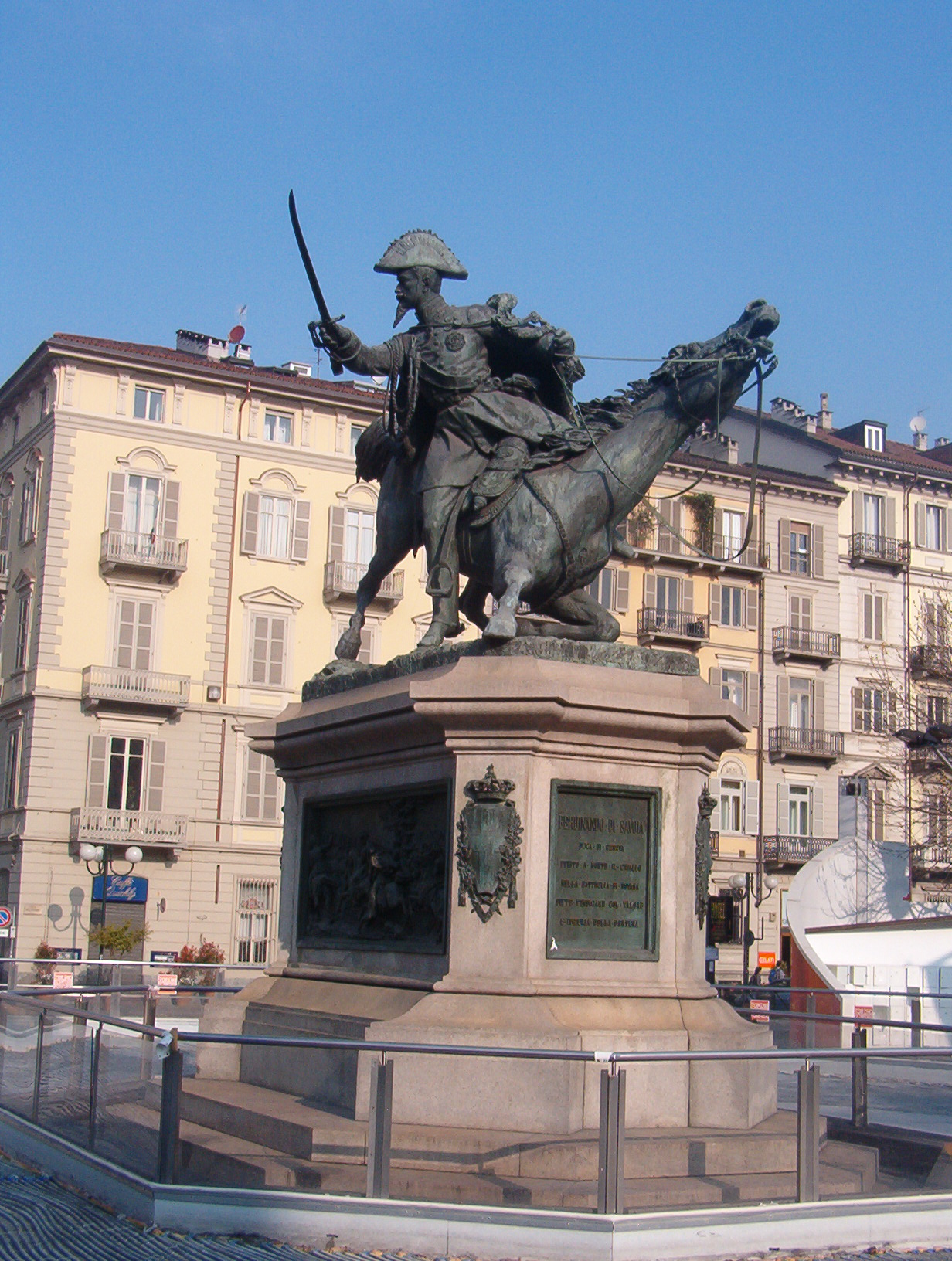
Statue de Ferdinand de Savoie (Piazza Solferino, Turin)
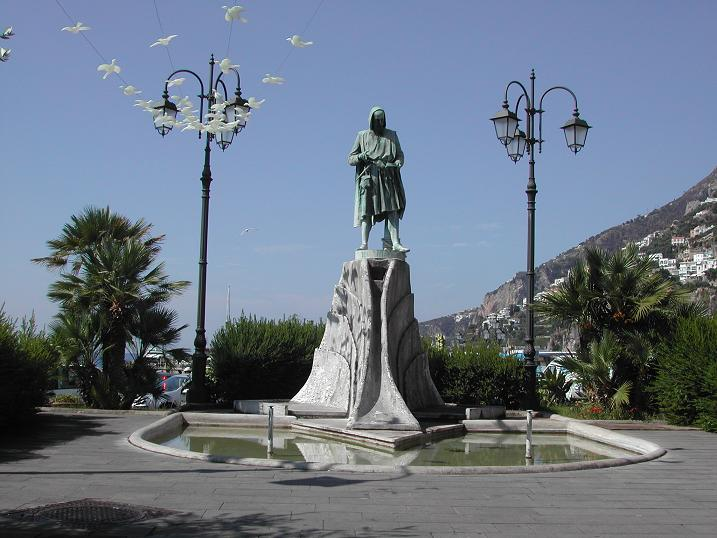
Statue de Flavio Gioja (Piazza Flavio Gioia, Amalfi)
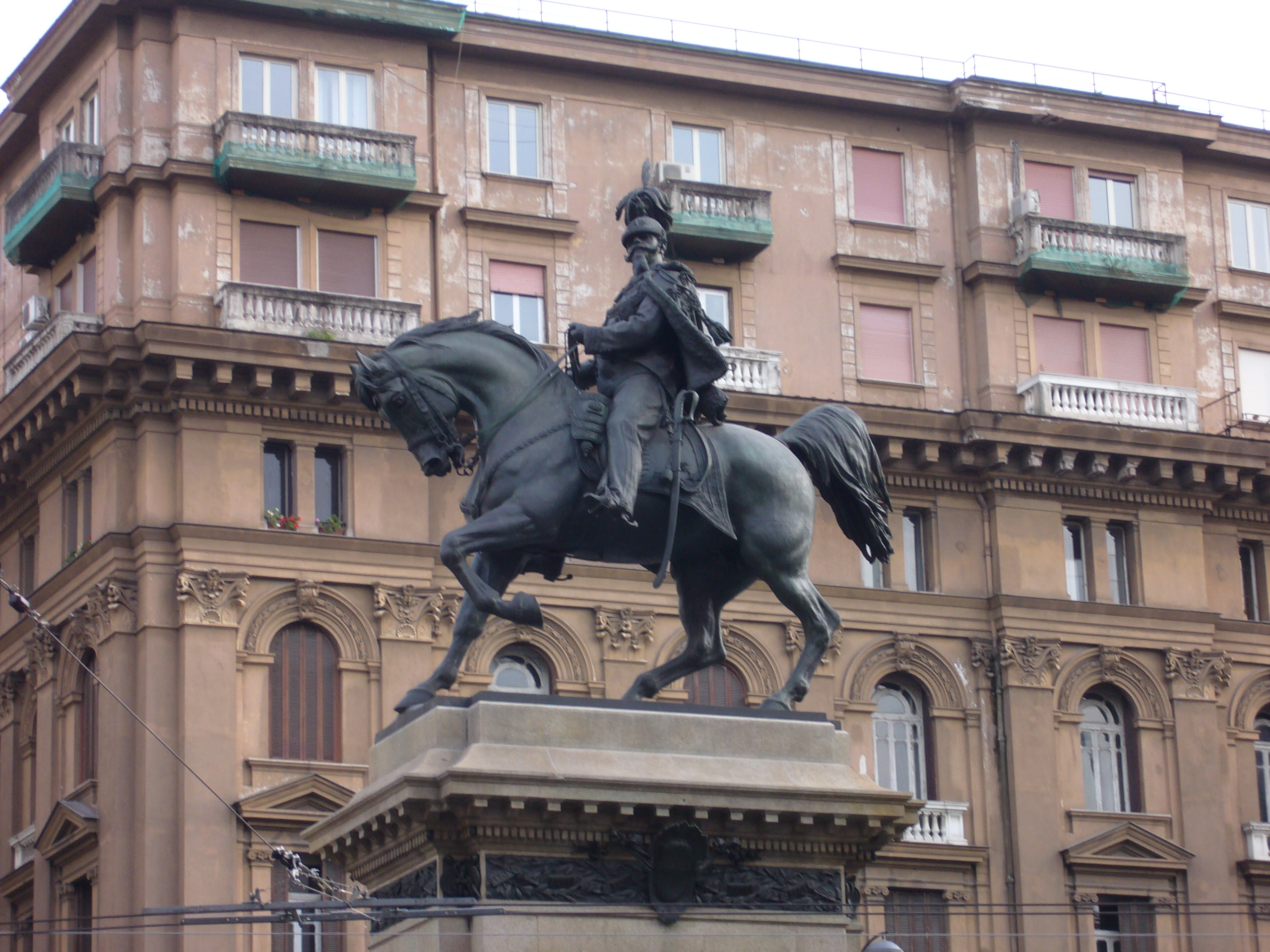
Statue de Victor-Emmanuel II (Piazza Giovanni Bovio, Naples)

## Œuvres d'Alfonso Balzico dans les musées
- Galerie nationale d'art moderne et contemporain de Rome